# Juan Caracoche
Juan Francisco Caracoche (Navarro, provincia de Buenos Aires, 20 de enero de 1988) es un exjugador de fútbol argentino que jugaba en la posición de defensa. Actuó profesionalmente en la Argentina y en Ecuador, y fue miembro de la selección de fútbol sub-17 de Argentina.

## Trayectoria
Proveniente de las inferiores de Independiente, debutó en el primer equipo el 12 de abril de 2008, en la visita a Olimpo, por la décima fecha del Torneo Clausura 2008, bajo la conducción técnica de Miguel Ángel Santoro. Pasó a formar parte del Sportivo Italiano a mediados del 2009. Jugó sólo media temporada en la Nacional B ya que a inicios del 2010 volvió a Independiente. En el rojo no tuvo chances de jugar, por lo que se desvinculó de la institución en julio de 2010.
Posteriormente, fue contratado por el Juventud Antoniana del Torneo Argentino A.
En junio de 2011 no renovó contrato con Juventud Antoniana por lo que quedó libre por seis meses.
En febrero de 2012 disputó dos partidos del TDI con el Club Sportivo Coronel Dorrego de su ciudad natal. Luego viajaría a Ecuador para sumarse a las filas del Imbabura de la Serie B del fútbol de dicho país. Tras su paso por Deportivo Armenio, se retiró del fútbol profesional para dedicarse a un emprendimiento familiar. En marzo de 2015 vuelve al fútbol en la Liga Lobense, jugando para el Club Sportivo Coronel Dorrego de su ciudad natal.

## Selección nacional
Con la selección de fútbol sub-17 de Argentina disputó el Campeonato Sudamericano Sub-17 de Venezuela 2005. Fue titular en tres de los cuatro partidos de su selección, sin lograr superar la primera fase.

## Clubes
| Club                     | País      | Año         |
| ------------------------ | --------- | ----------- |
| Independiente            | Argentina | 2008 - 2009 |
| Sportivo Italiano        | Argentina | 2009        |
| Independiente            | Argentina | 2010        |
| Juventud Antoniana       | Argentina | 2010 - 2011 |
| Sportivo Coronel Dorrego | Argentina | 2012        |
| Imbabura                 | Ecuador   | 2012        |
| Deportivo Armenio        | Argentina | 2012 - 2013 |
| Sportivo Coronel Dorrego | Argentina | 2015 - 2016 |
| EFIN                     | Argentina | 2017 - 2019 |

## Estadísticas
| Equipo        | Competición            | PJ | G | Posición      | Ref                                                      |
| ------------- | ---------------------- | -- | - | ------------- | -------------------------------------------------------- |
| Independiente | Clausura 2008          | 4  | 0 | 6.º           | Archivado el 25 de diciembre de 2008 en Wayback Machine. |
| Independiente | Copa Sudamericana 2008 | 0  | 0 | Dieciseisavos |                                                          |
| Independiente | Apertura 2008          | 9  | 0 | 18.º          | Archivado el 4 de marzo de 2016 en Wayback Machine.      |
| Independiente | Clausura 2009          | 3  | 0 | 16.º          | Archivado el 19 de abril de 2009 en Wayback Machine.     |
| Independiente | Total                  | 16 | 0 |               |                                                          |

Referencias: PJ - Partidos jugados; G - Goles anotados; Posición - Resultado obtenido por el equipo en la competición; Ref - Referencia externa.